# Село имени Ж. Кайыпова
Село имени Жолдыбая Кайыпова (каз. Жолдыбай Қайыпов ауылы, устар. Жанатурмыс) — село в Енбекшиказахском районе Алматинской области Казахстана. Входит в состав Казахстанского сельского округа. Код КАТО — 194051300.

## Население
В 1999 году население села составляло 1678 человек (865 мужчин и 813 женщин). По данным переписи 2009 года, в селе проживали 2332 человека (1212 мужчин и 1120 женщин).